# 孙希贤
孙希贤，元朝高唐（今山东省高唐县）人。
他的母亲得了痢疾，孙希贤阅读医方书，书里说”血温身热之人会死，血冷身凉之人会活”。孙希贤一试，他母亲的血温，于是号泣祈天，求以自身代替母亲，母亲最后痊愈。